# 日本国籍
日本國籍指的是依據《日本國憲法》第10條所創立《國籍法》定義之日本的國籍。
《國籍法》規定了“成為日本公民的條件”，而擁有日本國籍即為日本公民。原則上採用父母兩系之血統主義；但也可以通過例外而允許以屬地主義或歸化等方式成為日本公民。

## 國籍概述
日本國籍者指的是其出生時父親或母親為日本公民的人，或通過歸化等方式獲得日本公民身份的外國人。直至1984年，通過血統獲得日本國籍者僅限父親是日本公民者，即如果父親是日本公民而母親非日本公民，則他們的孩子可以主動獲得日本國籍；但如果母親是日本公民而父親非日本公民，則他們的孩子則不能自動獲得日本國籍且之後僅能以歸化方式獲得日本國籍。但在此後就不再限制母親的血統。
日本天皇與皇族成員也是擁有日本國籍的，他們符合《日本國憲法》第10條所定義的“日本公民（國家成員）”。但同時根據《日本國憲法》第一章的規定，日本天皇是日本國家與人民團結的象征，因此在人權上受到一定限制，尤其是“選舉權”，所以他並非“主權公民”。而日本皇族成員雖然受到《皇室典範》等法律的限制，但他們在實質上與普通日本公民相差不大。不過由於日本皇族成員沒有戶籍，所以因《公職選舉法》補充細則的規定而暫時中止了選舉權。可實際上，日本皇族成員的權利和自由受到了極其嚴格的限制。這是由於“日本普通民眾有一種根深蒂固的觀念，認為‘皇室成員既然擁有特殊地位就必須與天皇一樣受到同樣限制’”。

## 國籍實例

### 取得

#### 出生
在出生即獲得日本國籍需要滿足下列條件之一：
1. 出生時其父親或母親一方或雙方為日本公民；
2. 出生時若父親已死亡則許其父死亡時仍為日本公民；
3. 出生於日本但父母雙方身份不明或為無國籍人士。

#### 準正
通過父母的婚姻或承認而獲得親子關係的未滿20歲的非日本國籍人士，若其父母在其出生時為日本公民；或當時仍為日本公民；或去世時為日本公民者，則可以通過向法務大臣申請而獲得日本國籍。

#### 歸化
依據日本國籍法的相關規定，非日本國籍者可以通過歸化的方式獲得日本國籍。歸化獲得日本國籍需經由法務大臣批准。
通常情況下，只要滿足下列條件方可歸化獲得日本國籍。
1. 在日本擁有住所連續五年以上；
2. 年滿20歲且有能力依其原所屬國法律行事；
3. 品行良好；
4. 能夠利用自己的資產或技能，亦或利用配偶及其他共同生活親戚的資產或技能謀生；
5. 無國籍或因獲得日本國籍而失去國籍；
6. 從未試圖或主張破壞日本憲法或據此建立的政府，或曾經組成或加入試圖或主張同樣行為的政黨或其他組織。

但是即便不滿足上述條件，只要是日本公民的配偶或原日本公民的子女也可以申請獲得日本國籍。此外，“對日本有特殊貢獻的外國人”在與上述情況無關的前提下，也可以經日本國會批准而入籍。所有獲得批准的歸化入籍許可都會在《官報》上公佈。

## 外部連接
- 日本《國籍法》全文 （页面存档备份，存于）（日語）